# 2024-es labdarúgó-Európa-bajnokság (selejtező – J csoport)
A 2024-es labdarúgó-Európa-bajnokság selejtezőjének J csoportjának mérkőzéseit tartalmazó lapja.
A csoportban hat válogatott, Portugália, Bosznia-Hercegovina, Izland, Luxemburg, Szlovákia és Liechtenstein szerepelt. A csapatok oda-visszavágós körmérkőzéses rendszerben mérkőztek egymással. Az első két helyezett kijutott az Európa-bajnokságra. A pótselejtező résztvevői a 2022–2023-as Nemzetek Ligájában elért eredmények alapján dőltek el.

## Tabella
| Hely. | Csapat              | M  | Gy | D | V  | G+ | G– | Gk  | P  | Továbbjutás                           |  | Portugália | Szlovákia | Luxemburg | Izland | Bosznia-Hercegovina | Liechtenstein |
| ----- | ------------------- | -- | -- | - | -- | -- | -- | --- | -- | ------------------------------------- |  | ---------- | --------- | --------- | ------ | ------------------- | ------------- |
| 1.    | Portugália          | 10 | 10 | 0 | 0  | 36 | 2  | +34 | 30 | Kijutott a 2024-es Európa-bajnokságra |  | —          | 3–2       | 9–0       | 2–0    | 3–0                 | 4–0           |
| 2.    | Szlovákia           | 10 | 7  | 1 | 2  | 17 | 8  | +9  | 22 | Kijutott a 2024-es Európa-bajnokságra |  | 0–1        | —         | 0–0       | 4–2    | 2–0                 | 3–0           |
| 3.    | Luxemburg           | 10 | 5  | 2 | 3  | 13 | 19 | −6  | 17 | Pótselejtezőre került                 |  | 0–6        | 0–1       | —         | 3–1    | 4–1                 | 2–0           |
| 4.    | Izland              | 10 | 3  | 1 | 6  | 17 | 16 | +1  | 10 | Pótselejtezőre került                 |  | 0–1        | 1–2       | 1–1       | —      | 1–0                 | 4–0           |
| 5.    | Bosznia-Hercegovina | 10 | 3  | 0 | 7  | 9  | 20 | −11 | 9  | Pótselejtezőre került                 |  | 0–5        | 1–2       | 0–2       | 3–0    | —                   | 2–1           |
| 6.    | Liechtenstein       | 10 | 0  | 0 | 10 | 1  | 28 | −27 | 0  |                                       |  | 0–2        | 0–1       | 0–1       | 0–7    | 0–2                 | —             |

## Mérkőzések
A csoportok sorsolását 2022. október 9-én 12 órától tartották Frankfurtban. A menetrendet az UEFA október 10-én tette közzé. Az időpontok közép-európai idő szerint, zárójelben helyi idő szerint értendők.
| 2023. március 23. 20:45 |

| Bosznia-Hercegovina      | 3–0               | Izland |
| ------------------------ | ----------------- | ------ |
| Krunić 14' 40' Dedić 63' | (2–0) Jegyzőkönyv |        |

| Bilino Polje Stadion, Zenica Játékvezető: Donatas Rumšas (litván) |

| 2023. március 23. 20:45 (19:45 UTC±0) |

| Portugália                                         | 4–0               | Liechtenstein |
| -------------------------------------------------- | ----------------- | ------------- |
| Cancelo 8' B. Silva 47' Ronaldo 51' (11-esből) 63' | (1–0) Jegyzőkönyv |               |

| Estádio José Alvalade, Lisszabon Játékvezető: Espen Eskås (norvég) |

| 2023. március 23. 20:45 |

| Szlovákia | 0–0         | Luxemburg |
| --------- | ----------- | --------- |
|           | Jegyzőkönyv |           |

| Anton Malatinský Stadium, Nagyszombat Játékvezető: Rade Obrenovič (szlovén) |

| 2023. március 26. 18:00 |

| Liechtenstein | 0–7               | Izland                                                                                          |
| ------------- | ----------------- | ----------------------------------------------------------------------------------------------- |
|               | (0–2) Jegyzőkönyv | Ólafsson 3' Haraldson 38' A. Gunnarsson 48' 68' 73' (11-esből) A. Guðjohnsen 85' Ellertsson 87' |

| Rheinpark Stadion, Vaduz Játékvezető: Jakob Kehlet (dán) |

| 2023. március 26. 20:45 |

| Luxemburg | 0–6               | Portugália                                                |
| --------- | ----------------- | --------------------------------------------------------- |
|           | (0–4) Jegyzőkönyv | Ronaldo 9' 31' Félix 15' B. Silva 18' Otávio 77' Leão 88' |

| Stade de Luxembourg, Luxembourg Játékvezető: Radu Petrescu (román) |

| 2023. március 26. 20:45 |

| Szlovákia            | 2–0               | Bosznia-Hercegovina |
| -------------------- | ----------------- | ------------------- |
| Mak 13' Haraslín 40' | (2–0) Jegyzőkönyv |                     |

| Tehelné pole, Pozsony Játékvezető: Marco Di Bello (olasz) |

| 2023. június 17. 15:00 |

| Luxemburg                | 2–0               | Liechtenstein |
| ------------------------ | ----------------- | ------------- |
| Sinani 59' Rodrigues 89' | (0–0) Jegyzőkönyv |               |

| Stade de Luxembourg, Luxembourg Játékvezető: Oleksii Derevinskyi (ukrán) |

| 2023. június 17. 20:45 (18:45 UTC±0) |

| Izland                     | 1–2               | Szlovákia            |
| -------------------------- | ----------------- | -------------------- |
| Finnbogason 41' (11-esből) | (1–1) Jegyzőkönyv | Kucka 27' Suslov 70' |

| Laugardalsvöllur, Reykjavík Játékvezető: Donald Robertson (skót) |

| 2023. június 17. 20:45 (19:45 UTC+1) |

| Portugália                       | 3–0               | Bosznia-Hercegovina |
| -------------------------------- | ----------------- | ------------------- |
| B. Silva 44' Fernandes 77' 90+3' | (1–0) Jegyzőkönyv |                     |

| Estádio da Luz, Lisszabon Játékvezető: Davide Massa (olasz) |

| 2023. június 20. 20:45 |

| Bosznia-Hercegovina | 0–2               | Luxemburg                    |
| ------------------- | ----------------- | ---------------------------- |
|                     | (0–1) Jegyzőkönyv | Borges Sanches 4' Sinani 74' |

| Stadion Bilino polje, Zenica Játékvezető: Gal Leibovitz (izraeli) |

| 2023. június 20. 20:45 (18:45 UTC±0) |

| Izland | 0–1               | Portugália  |
| ------ | ----------------- | ----------- |
|        | (0–0) Jegyzőkönyv | Ronaldo 89' |

| Laugardalsvöllur, Reykjavík Játékvezető: Daniel Siebert (német) |

| 2023. június 20. 20:45 |

| Liechtenstein | 0–1               | Szlovákia   |
| ------------- | ----------------- | ----------- |
|               | (0–1) Jegyzőkönyv | Vavro 45+1' |

| Rheinpark Stadion, Vaduz Játékvezető: Yigal Frid (izraeli) |

| 2023. szeptember 8. 20:45 |

| Bosznia-Hercegovina            | 2–1               | Liechtenstein |
| ------------------------------ | ----------------- | ------------- |
| Džeko 3' Lüchinger 18' (öngól) | (2–1) Jegyzőkönyv | Wolfinger 21' |

| Stadion Bilino polje, Zenica Játékvezető: Sayat Karabayev (kazak) |

| 2023. szeptember 8. 20:45 |

| Luxemburg                                          | 3–1               | Izland         |
| -------------------------------------------------- | ----------------- | -------------- |
| Chanot 9' (11-esből) Borges Sanches 70' Sinani 89' | (1–0) Jegyzőkönyv | Haraldsson 88' |

| Stade de Luxembourg, Luxembourg Játékvezető: Goga Kikacheishvili (grúz) |

| 2023. szeptember 8. 20:45 |

| Szlovákia | 0–1               | Portugália    |
| --------- | ----------------- | ------------- |
|           | (0–1) Jegyzőkönyv | Fernandes 43' |

| Tehelné pole, Pozsony Játékvezető: Glenn Nyberg (svéd) |

| 2023. szeptember 11. 20:45 (18:45 UTC±0) |

| Izland            | 1–0               | Bosznia-Hercegovina |
| ----------------- | ----------------- | ------------------- |
| Finnbogason 90+1' | (0–0) Jegyzőkönyv |                     |

| Laugardalsvöllur, Reykjavík Játékvezető: Lawrence Visser (belga) |

| 2023. szeptember 11. 20:45 (19:45 UTC+1) |

| Portugália                                                                    | 9–0               | Luxemburg |
| ----------------------------------------------------------------------------- | ----------------- | --------- |
| Inácio 12' 45+4' Ramos 18' 34' Jota 57' 77' Horta 67' Fernandes 83' Félix 88' | (4–0) Jegyzőkönyv |           |

| Algarve Stadion, Faro/Loulé Játékvezető: John Brooks (angol) |

| 2023. szeptember 11. 20:45 |

| Szlovákia                | 3–0               | Liechtenstein |
| ------------------------ | ----------------- | ------------- |
| Hancko 1' Duda 3' Mak 6' | (3–0) Jegyzőkönyv |               |

| Tehelné pole, Pozsony Játékvezető: Sander van der Eijk (holland) |

| 2023. október 13. 20:45 (18:45 UTC±0) |

| Izland        | 1–1               | Luxemburg     |
| ------------- | ----------------- | ------------- |
| Óskarsson 23' | (1–0) Jegyzőkönyv | Rodrigues 46' |

| Laugardalsvöllur, Reykjavík Játékvezető: Sebastian Gishamer (osztrák) |

| 2023. október 13. 20:45 |

| Liechtenstein | 0–2               | Bosznia-Hercegovina           |
| ------------- | ----------------- | ----------------------------- |
|               | (0–2) Jegyzőkönyv | Rahmanović 13' Stevanović 41' |

| Rheinpark Stadion, Vaduz Játékvezető: Damian Sylwestrzak (lengyel) |

| 2023. október 13. 20:45 (19:45 UTC+1) |

| Portugália                           | 3–2               | Szlovákia              |
| ------------------------------------ | ----------------- | ---------------------- |
| Ramos 18' Ronaldo 29' (11-esből) 72' | (2–0) Jegyzőkönyv | Hancko 69' Lobotka 80' |

| Estádio do Dragão, Porto Játékvezető: Anasztásziosz Szidirópulosz (görög) |

| 2023. október 16. 20:45 |

| Bosznia-Hercegovina | 0–5               | Portugália                                                    |
| ------------------- | ----------------- | ------------------------------------------------------------- |
|                     | (0–5) Jegyzőkönyv | Ronaldo 5' (11-esből) 20' Fernandes 25' Cancelo 32' Félix 41' |

| Stadion Bilino polje, Zenica Játékvezető: Halil Umut Meler (török) |

| 2023. október 16. 20:45 (18:45 UTC±0) |

| Izland                                                          | 4–0               | Liechtenstein |
| --------------------------------------------------------------- | ----------------- | ------------- |
| G. Sigurðsson 22' (11-esből) 49' Finnbogason 44' Haraldsson 63' | (2–0) Jegyzőkönyv |               |

| Laugardalsvöllur, Reykjavík Játékvezető: Abdulkadir Bitigen (török) |

| 2023. október 16. 20:45 |

| Luxemburg | 0–1               | Szlovákia |
| --------- | ----------------- | --------- |
|           | (0–0) Jegyzőkönyv | Ďuriš 77' |

| Stade de Luxembourg, Luxembourg Játékvezető: José María Sánchez Martínez (spanyol) |

| 2023. november 16. 20:45 |

| Liechtenstein | 0–2               | Portugália              |
| ------------- | ----------------- | ----------------------- |
|               | (0–0) Jegyzőkönyv | Ronaldo 46' Cancelo 57' |

| Rheinpark Stadion, Vaduz Játékvezető: Mohammed Al-Hakim (svéd) |

| 2023. november 16. 20:45 |

| Luxemburg                                                    | 4–1               | Bosznia-Hercegovina |
| ------------------------------------------------------------ | ----------------- | ------------------- |
| Olesen 6' Rodrigues 30' (11-esből) 90+5' Mujakić 55' (öngól) | (2–0) Jegyzőkönyv | Gojković 90+3'      |

| Stade de Luxembourg, Luxembourg Játékvezető: Andris Treimanis (lett) |

| 2023. november 16. 20:45 |

| Szlovákia                                      | 4–2               | Izland                       |
| ---------------------------------------------- | ----------------- | ---------------------------- |
| Kucka 30' Duda 36' (11-esből) Haraslín 47' 55' | (2–1) Jegyzőkönyv | Óskarsson 17' Guðjohnsen 74' |

| Tehelné pole, Pozsony Játékvezető: Craig Pawson (angol) |

| 2023. november 19. 20:45 |

| Bosznia-Hercegovina   | 1–2               | Szlovákia             |
| --------------------- | ----------------- | --------------------- |
| Hrošovský 49' (öngól) | (0–0) Jegyzőkönyv | Boženík 52' Šatka 71' |

| Stadion Bilino polje, Zenica Játékvezető: Julian Weinberger (osztrák) |

| 2023. november 19. 20:45 |

| Liechtenstein | 0–1               | Luxemburg        |
| ------------- | ----------------- | ---------------- |
|               | (0–0) Jegyzőkönyv | G. Rodrigues 69' |

| Rheinpark Stadion, Vaduz Játékvezető: Stéphanie Frappart (francia) |

| 2023. november 19. 20:45 (19:45 UTC±0) |

| Portugália              | 2–0               | Izland |
| ----------------------- | ----------------- | ------ |
| Fernandes 37' Horta 66' | (1–0) Jegyzőkönyv |        |

| Estádio José Alvalade, Lisszabon Játékvezető: Anastasios Papapetrou (görög) |